# Фредеріка фон Штаде
Фредеріка фон Штаде (англ. Frederica von Stade; нар. 1 червня 1945 року) — американська оперна співачка, меццо-сопрано. Має понад 60 записів, у 1983 році завоювала «Греммі».

## Ранні роки
Фредеріка фон Штаде народилася 1 червня 1945 року в Самервіллі, штат Нью-Джерсі, в родині лейтенанта Армії США Чарлза фон Штаде і Сари Клукас. Батько, чемпіон США з поло 1941 року, загинув до її народження в останні дні Другої світової війни, підірвавшись на міні в Німеччині.
У дитинстві Фредеріка отримала прізвисько Фліка, яке залишилося в неї і в зрілому віці.
Музичну освіту Фредеріка фон Штаде отримала в Маннес-коледжі.

## Кар'єра
У 1970 році Фредеріка фон Штаде дебютувала в «Метрополітен-опера». Цей колектив став для неї основним: фон Штаде виконала головні партії майже у всіх великих операх, поставлених на цій сцені. У 1995 році, в ознаменування 25-річчя кар'єри співачки, театр спеціально для фон Штаде поставив оперу Клода Дебюссі «Пеллеас і Мелізанда», а в 2000 році, на честь 30-річчя кар'єри, — оперету Франца Легара «Весела вдова».
Крім «Метрополітен Опера», Фредеріка фон Штаде співпрацювала з багатьма американськими оперними театрами і виступала по всьому світу. Вона співала в Сан-Франциско, Чикаго, Лос-Анджелесі. У Європі за її участі були поставлені вистави в Ла Скала, Ковент Гардені, Віденській державній опері й Паризькій національній опері.
У 1983 році Фредеріка фон Штаде стала володарем премії «Греммі» в категорії «Класика» за запис опери Моцарта «Весілля Фігаро».

## Визнання
Фредеріка фон Штаде є почесним доктором Єльського університету, Бостонського університету, Консерваторії Сан-Франциско, Медичної школи Джорджтаунського університету, Клівлендського музичного інституту і Маннес-коледжу.
У 1983 році президент Рейган вручив Фредеріці фон Штаде нагороду, яка згодом стала Національною медаллю мистецтв. У 1988 році фон Штаде вручена найвища нагорода Франції в області мистецтв — Орден Мистецтв і літератури.
У квітні 2012 року Фредеріка фон Штаде обрана до Американської академії мистецтв і наук.